# Осуна (певец)
Хуан Карлос Осуна Росадо (на испански: Juan Carlos Ozuna Rosado) е пуерторикански певец.
От началото на кариерата си той е продал около 15 милиона записи, което го прави един от най-продаваните латиноамерикански музикални изпълнители на всички времена. На 1 февруари 2019 г. Ozuna имаше най-много видеоклипове с един милиард гледания в YouTube от всички изпълнители и спечели две латиноамерикански награди Грами, пет музикални награди Billboard, дванадесет награди Billboard Latin Music Awards, четири световни рекорда на Гинес, сред други отличия.

## Детство
Роден е на 13 март 1992 година в Сан Хуан в семейството на имигрант от Доминиканската република, убит няколко години по-късно, и израства в бедност. Започва да пише песни от ранна възраст, а през 2010 година се установява в Ню Йорк. Широка известност получава през 2016 година, като бързо се превръща в един от водещите млади изпълнители на регетон и латин трап.

## Дискография

### Студийни албуми
- Odisea (2017)
- Aura (2018)
- Nibiru (2019)
- ENOC (2020)
- Los Dioses с Ануел АА (2021)